# Perdita perplexa
Perdita perplexa är en biart som beskrevs av Timberlake 1962. Perdita perplexa ingår i släktet Perdita och familjen grävbin. Inga underarter finns listade i Catalogue of Life.